# جين هارت
جين هارت (بالإنجليزية: Gene Hart)‏ هو مقدم تلفزيوني أمريكي، ولد في 28 يونيو 1931 في نيويورك في الولايات المتحدة، وتوفي في 14 يوليو 1999 في تل الكرز في الولايات المتحدة.